# 2025 في الأردن
الأحداث في سنة 2025 في الأردن.

## الأحداث

### فبراير
- 10 فبراير - قُتل مواطن هندي برصاص الجيش الأردني على الحدود الأردنية الإسرائيلية بعد محاولته دخول إسرائيل بشكل غير قانوني. [1]

### أبريل
- 15 أبريل – أعلنت دائرة المخابرات العامة عن اعتقال 16 شخصًا متورطين في مؤامرة تهدف إلى تقويض الأمن الوطني الأردني. [2]
- 23 أبريل – أصدرت الحكومة أمرًا بحظر آخر على جماعة الإخوان المسلمين . [3]

### يمكن
- 4 مايو – مقتل مواطنين بلجيكيين في فيضان مفاجئ بوادي النخيل بمحافظة معان . [4]

### يونيو
- 5 يونيو - تأهل الأردن لأول مرة لكأس العالم لكرة القدم بعد فوزه على عُمان بنتيجة 3-0 في تصفيات كأس العالم 2026 في مسقط . [5]
- 14 يونيو - أصيب خمسة أشخاص في إربد بسبب سقوط حطام صاروخ إيراني مشتبه به أطلق كجزء من الضربات الإيرانية على إسرائيل في يونيو 2025. [6]

### يوليو
- 31 يوليو - أُدين أسامة كريم ، وهو مقاتل سويدي في تنظيم الدولة الإسلامية ، وحُكم عليه بالسجن مدى الحياة في السويد بتهمة قتل الطيار الأردني معاذ الكساسبة في سوريا عام 2015. [7]

## العطلات
Source:
- 1 يناير – رأس السنة الجديدة
- 29–31 مارس – عيد الفطر
- 20 أبريل – عيد الفصح الغريغوري
- 1 مايو – عيد العمال
- 25 مايو – يوم الاستقلال
- 6–9 يونيو – عيد الأضحى
- 26 يونيو – رأس السنة الهجرية
- 4 سبتمبر – المولد النبوي الشريف
- 25 ديسمبر – يوم عيد الميلاد

## روابط خارجية
- التقويم عبر الإنترنت